# 康考迪亚大学

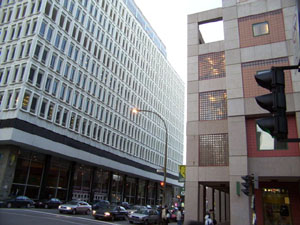
Hall 大厦 ~ Library 大厦

協和大學，或译康考迪亚大学（英語：Concordia University），是加拿大魁北克省蒙特利尔一所大型综合性大学。也是該市第二所以英語為主要教學語言的大學。在2011至2012學年間，協和大學有為數達45954名的註冊學生，使該校成為加拿大擁有最多學生數的大學之一。協和大學較知名且擁有較高學術排名的領域包括美術、社會科學、新聞和工程學（及计算机科学、电子工程等）。根據法國國立巴黎高等礦業學校的世界大學排名資料，協和大學畢業校友在財富500大企業中擔任執行長的數量是加拿大第一及世界第三十三。其约翰·摩森商学院在為加拿大排名前十，世界前百大商學院。

## 基本状况
大学有两个校区，相距大约7公里，分别是：
- 位于蒙特利尔市中心核心地区的佐治卫良校区（Sir George Williams Campus）
- 位于蒙特利尔NDG区西端的圣徒校区（Loyola Campus）

两个校区由免费的15分钟一班的校车连接。至2004年，学校共有30,931名学生，其中本科生26,136名，研究生4,794名。是加拿大较好的综合类大学之一，尤其商学院特别突出，为世界培养无数的商业人才。

## 行政及管治
協和大學的名譽總監為校監（chancellor），行政事務則由校長（president and vice-chancellor）、常務副校長（provost）及多名副校長（vice-presidents）管理。 校董會（Board of Governors）與教務委員會（Senate）管理大學校務及學術誠信事宜。校長及高級領導層確保行政部門的透明度及責任制。大學行政由校董會與教務委員會共同監管。 根據《協和大學憲章》（Charter of Concordia University），大學的最高管理機構為校董會，其對大學的事務擁有最終決定權；教務委員會的權力來源於校董會。

## 院系
协和大学拥有180个本科专业和70多个研究生专业，分属4个学院：文理学院、工程与计算机科学学院、艺术学院和约翰·摩森商学院（原商业和管理学院）。

### 文理学院
- 应用人类科学系
- 生物学系
- 化学与生物化学系
- 古典与现代语言学系
- 传媒学系／傳理系
- 经济学系
- 教育学系
- 英语学系
- 法语教育系
- 运动科学系
- 地理、规划与环境学系
- 历史系
- 跨学科研究系
- 新闻系
- 数学及统计系
- 哲学系
- 物理学系
- 政治学系
- 心理学系
- 宗教学系
- 社会与人类学系
- 英语教育系
- 神学系

### 工程与计算机科学学院
- 建筑、土木与环境工程系
- 计算机科学与软件工程系
- 协和信息系统工程研究所
- 电气与计算机工程系
- 机械与工业工程系
- 协和航空航天设计和创新研究所

### 艺术学院
- 艺术教育系
- 艺术史系
- 当代舞蹈系
- 创造性艺术疗法系
- 计算机艺术设计系
- 梅尔·霍普海姆电影学院系
- 音乐系
- 摄影艺术系
- 戏剧系

### 约翰·摩森商学院
- 会计学系
- 决策科学与管理信息系统学系
- 金融学系
- 管理学系
- 营销学系

## 历史
雖然追溯到其創始機構超過160年，协和大學通過的合併耶稣会的圣徒学院（1896年）和魁北克青年会的佐治卫良大学（1926年），成立於1974年8月24日。

### 佐治卫良大学(Sir George Williams University)

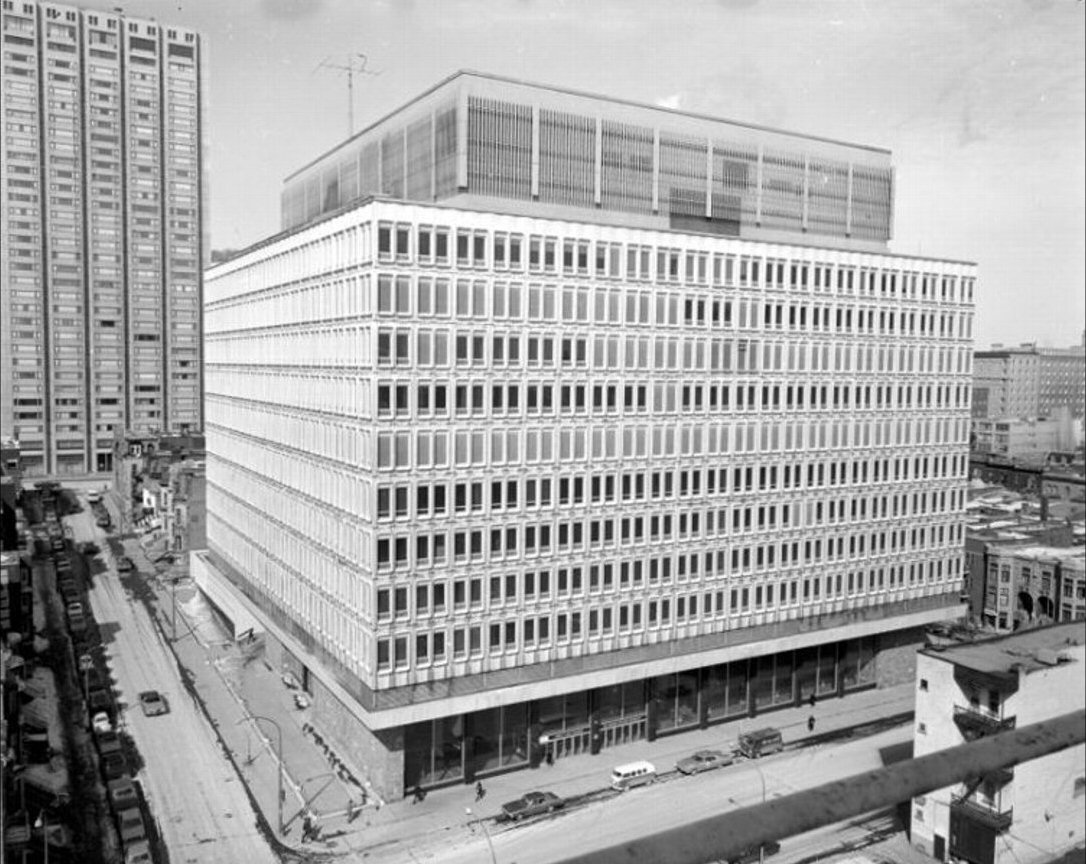
佐治卫良大学的Henry F. Hall大楼，1970年。

### 圣徒学院(Loyola College)

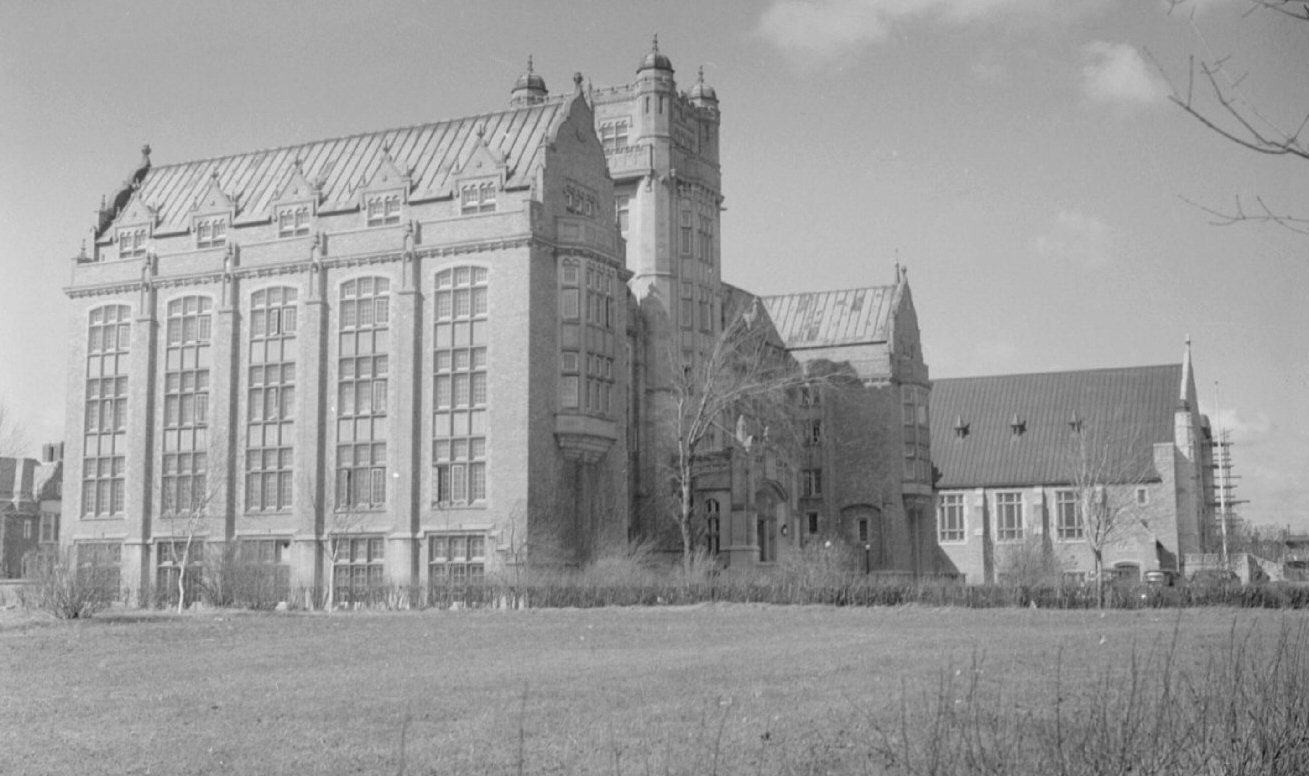
圣徒学院，1937年。

### 标识
自成立以來，协和大學徽標变更了4次。

康考迪亚大学紋章 1974年-2009年
康考迪亚大学紋章 2009年-

## 著名校友
- 米拉·馬爾羅尼（英语：Mila Mulroney），加拿大第18任總理布賴恩·馬爾羅尼的夫人
- 戈登·奧康納（英语：Gordon O'Connor），前任加拿大國家稅務部長（英语：Minister of National Revenue）（2007年－2008年）、前任加拿大國防部長（英语：Minister of National Defence (Canada)）（2006年－2007年）
- 湯盈盈，香港藝人
- 蔣麗芸，香港立法會議員
- 徐正康，香港無綫電視製作部助理總監